# ریگ جن

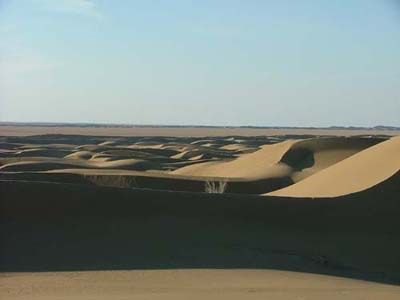
نمائی از تپه‌های ماسه در مرکز ریگ جن

ریگ جن منطقه‌ای کویری و دارای تپه‌های ماسه‌ای (تلماسه) در کویر مرکزی ایران است. این منطقه در جنوب سمنان، شرق دریاچه نمک، شمال انارک و غرب جندق قرار دارد.
این منطقه به دلیل وسعت زیاد و نداشتن چشمه یا چاه آب در گذشته محل عبور کاروان‌ها نبوده و فقط در سال‌های اخیر چند گروه به آن منطقه رفته‌اند.

## جغرافیا
یک توده بادرُفت در شمال انارک در مرکز ایران گسترده شده که به نام ریگ جن موسوم است. ریگ جن منطقه‌ای کویری و پر از تپه‌های شنی و اطراف آن دارای باتلاق‌های نمکی است. این کویر در جنوب غربی و غرب دشت کویر، جنوب سمنان، جنوب شرق گرمسار، شرق پارک ملی کویر، شمال انارک و غرب جندق قرار گرفته است و وسعت تقریبی آن ۳۸۰۰ کیلومتر مربع است. هیچ گونه چشمه یا چاه آبی در این منطقه وجود ندارد.

## تاریخچه سفر به ریگ جن
در سال ۱۹۰۰ سون هدین، کویرنورد سوئدی از حاشیه غربی و جنوبی ریگ جن عبور کرد. او بعدها در کتاب کویرهای ایران به‌طور مفصل دربارهٔ ریگ جن نوشت. در سال ۱۹۳۰ آلفونس گابریل از جنوب ریگ جن گذشت. از ۱۳۷۶ تا کنون گروه‌هایی از کویر پیمایان با خودروهای بیابانی و حتی پیاده به نقاط مختلف ریگ جن رفته‌اند.
سون‌هدین و بعد از آن هم آلفونز گابریل در سال ۱۹۳۰ از نزدیکی آن گذر کردند؛ اما هیچ‌کدام نتوانستند از این بخش از کویر عبور کنند و ناچار به سمت یزد برگشتند؛ اما عبور از آن همچنان برای کویرنوردان به‌صورت یک رؤیا باقی ماند تا اینکه بالاخره در سال ۱۹۹۷ طلسم ریگ‌جن توسط منصور عطاردی معاون منابع طبیعی محیط زیست استان تهران شکسته شد. او به همراه آقای میران زاده، رئیس وقت پارک ملی کویر و آقای شیرازی از قوی‌ترین نیروهای محیط بانی با چند دستگاه وانت پیکاپ و لندرور و چند دستگاه موتور تریل ریگ جن را فتح کردند. اما یک سال بعد، مجدد آقای منصور عطاردی و تیم همراه وارد «ریگ جن» شدند و بعد از آن بسیاری از کویرنوردان از «ریگ جن» گذشتند. البته با تجهیزات کامل که نه گرفتار روح شدند و نه جن‌زدگی.

## وجه‌تسمیه
کلمه جن به معنای پوشیده و مخفی است، جنیان به دلیل پنهان بودنشان از انظار عمومی، به جن (نامرئی) نام‌گذاری شده‌اند، چون از چشم انسان‌ها پوشیده بودند و دیده نمی‌شدند. این معنی پوشیدگی و پنهانی در تمام مشتقات کلمه جن جاری است، مثلاً به قلب و روح «جنا» می‌گویند از آن جهت که پوشیده و مخفی است.
به بهشت «جنت» می‌گویند چون بر دیدگان ما مخفی است و سپر «جنانه» نامیده می‌شود چون شخص، هنگام جنگ در پشت آن مخفی می‌شود. «جنین» به طفل در رحم می‌گویند، چون طفل در رحم مادر مخفی است و همچنین «جن» را جن می‌گویند چون از دید چشم‌های ما پنهان و مخفی است.
عدم وجود منابع آب در گستره وسیع ریگ جن به همراه وجود موانع طبیعی از جمله باتلاق‌های نمک و تپه‌های ماسه‌ای مرتفع، عواملی بودند که این منطقه را در طول قرن‌ها از دسترسی انسان دور نگه داشته‌اند.
همین عوامل باعث شده این عرصه پهناور در طول تاریخ بر انسان پوشیده بماند و در نتیجه نام جن بر آن بگذارند. افسانه‌ها و داستان‌های فولکلور و پرابهام در مورد ریگ جن، عموماً نشأت گرفته از عجز حاشیه‌نشینان یا مسافران در عبور از این خطه بوده است. وجود گرمای بسیار زیاد در این منطقه با توجه به آن که در قرآن جنس جن از گرما و آتش است به احتمال زیاد در انتخاب این نام بی‌تأثیر نبوده است.
همچنین پوشیده بودن قسمت‌های جنوبی ریگ جن از تپه‌های ماسه‌ای و صدایی که حرکت باد بر روی این تپه‌ها ایجاد می‌کرده قطعاً از عوامل مؤثر بر باور عمومی وجود قدرت‌های متافیزیکی در این منطقه است.
اختلاف زیاد دمای شب و روز و خرد شدن سنگ‌ها در اثر این اختلاف فاحش که به «گریه سنگ» شهرت دارد نیز به همین عوامل متافیزیکی منسوب می‌شده است.